# 山本あき
山本 あき（やまもと あき、1976年5月24日 - ）は、日本の演歌歌手。石川県白山市出身。レコード会社はキングレコード、芸能事務所はキングレコード系列のキングエンタープライズに所属。

## 人物
- 石川県白山市鶴来（旧石川県石川郡鶴来町）生まれ。本名同じ。演歌好きの母親が、特にファンだった八代亜紀にちなんで、「亜紀」と名付けようとしたが、字画数が悪くなることなどから平仮名で「あき」にしたという。三人姉弟の二番目。上に姉、下に弟。父親は趣味の一環でありながら本格的な手品を披露するマジシャンで地元を中心に公演や講師活動を務め、母親も地元で活躍するプロ演歌歌手。この様な芸能一家血筋で育ったあきも幼少時から次第に芸能界に憧れと志を持つ様になる。弟も後に家族の影響を受け自費出版ながら自ら作詞作曲作品を発表し、ポップス系歌手活動中。家族と共に数々のイベントに出演している。
- 幼少時代は、母親の勧めで地元放送局・石川テレビ放送（ITC）の歌番組『歌のホームラン』などに出場。石川県立工業高等学校卒。学生時代は同級生とロックバンドを結成し、活躍していた。高校卒業後もロックバンドで活動を続けていたが、メンバーの仕事や趣味との両立が困難となりやがて解散。
- 2000年に金沢市役所企画イベントの一環として、市内の繁華街でギター片手に「流し」を体験。演歌をはじめ、次第に大衆歌謡曲にも興味を持つようになっていった。特に、藤圭子の「圭子の夢は夜ひらく」には強い感銘を受け、現在もコンサートなどで自らの弾き語りで披露している。翌年に本格的に演歌のレッスンを開始。作曲家の聖川湧の門下生としてデビューまでの間、アルバイトで生活費を捻出しながらの下積みやレッスンが続いた。
- 数々の全国著名カラオケ大会にも出場し、ステージ実践感覚も養いながらプロになるための礎を築いてゆく。そしてキングレコードの新人歌手オーディションに於いて、多数の受験者の中で激戦を勝ち抜き優勝。念願のメジャー歌手デビューへの登竜門突破を果たす。
- そして2006年6月21日、キングレコードグループの全面的なバックアップと、キングレコード創業75周年記念アーティストという期待を込められた中、「哀しみ模様」でデビューした。しかしながら、大型新人演歌歌手として鳴り物入りでデビューしたものの、オリコン週間シングルチャートの最高位は126位に終わり、必ずしも順調な船出とは言えなかった。その一方、当時デビューする演歌歌手が少なかったこともあって将来性を評価され、第48回日本レコード大賞新人賞を受賞した[1]。
- 趣味は映画鑑賞やスポーツジムでのエクササイズ。現在はマラソンに挑戦中。パソコンやデジタル機器の扱いは大の苦手である。高校時はバスケットボール部に所属。
- 2019年7月25日、「山本あきofficial web site」で、病気療養により[2]2019年10月末日をもって活動休止することを発表。頸椎椎間板ヘルニアが原因であることが、10月3日に公式ブログで発表されている[3]。

## 経歴
- 2006年6月21日 キングレコード創業75周年記念アーティストとして「哀しみ模様」でデビュー。
- 同年10月　日本作曲家協会新進歌手奨励賞受賞。
- 同年12月　第48回輝く!日本レコード大賞新人賞受賞。
- 2007年5月23日 セカンドシングル「幸せの行方」発売。
- 2008年5月21日 3rdシングル「涙の河を越えて」発売。
- 2008年7月23日 オリジナル曲にカバー曲を加えた全12曲入りファーストアルバム『あきがたり』を発売。
  - 五木ひろしのカバー曲「ふるさと」では山本の地元、石川県のファン達によるバックコーラス隊の歌声も収録され、レコーディング後は感激のあまり号泣したというエピソードを残した。
- 2008年11月28日 自身初の大規模ソロコンサート「ファースト・コンサート」を故郷の北國新聞赤羽ホールで開催。ホールの席数キャパを越える観客が集まった。
- 2009年6月1日 公式ブログに替わり本格的HP、official web site開設。（公式サイト参照）
- 2009年6月10日 4thシングル「愛がみえない」発売。デビューから聖川湧の作品を歌い続けてきたが、今回は作詞：荒木とよひさ、作曲：花岡優平の楽曲を受け、これまでと違ったサポート陣で挑戦する。
- 2010年3月10日 5thシングル「愛の終りに」発売。この曲は1982年に高田みづえがカバーした、花岡優平率いるフォークグループ「音つばめ」の楽曲である。
- 2011年2月9日 6thシングル「男女川〜みなのがわ〜」リリース。今回は新たに小田純平が製作に参加。NHKラジオ「ユアソング」の2月・3月度のタイアップソングに採用された。
- 同年12月　再び聖川湧の楽曲で7thシングル「恋…一夜」リリース。第44回日本作詩大賞　最優秀新人賞作品となる。
- 2012年1月25日　セカンドアルバム「あきがたりII」発売。
- 同年9月26日　自身初となるご当地ソング　8thシングル「金沢わすれ雨」発売。
- 2013年7月24日　幸せ演歌9thシングル「春ふたつ」発売。
- 2014年4月23日　初の本格演歌10thシングル「砂の橋」発売。この楽曲から着物を着て歌唱。
- 同年10月8日　初の全曲集「山本あき全曲集」発売。
- 同年11月5日　「歌カラ全曲集ベスト8山本あき」発売。
- 2015年2月4日　両A面11thシングル「十六夜化粧」「琵琶湖哀歌」発売。
- 同年10月5日　日本作曲家協会音楽祭2015に於いて「十六夜化粧」が奨励賞を受賞。
- 2016年2月10日　12thシングル初めて大阪をテーマにした作品「大阪さみしがり」を発売。着物から洋服へ。髪型もショートにしてイメージチェンジを図った。
- 同年2月27日　地元金沢東急ホテルに於いて初の自主公演。デビュー10周年記念「山本あきディナーショー」感謝をあなたへ…。を開催。

## ディスコグラフィ

### シングル
- 全てキングレコードからリリース。

| #  | 発売日         | 曲順 | タイトル             | 作詞         | 作曲     | 編曲       | 規格品番   |
| -- | -------------- | ---- | -------------------- | ------------ | -------- | ---------- | ---------- |
| 1  | 2006年 6月21日 | 01   | 哀しみ模様           | 麻こよみ     | 聖川湧   | 石倉重信   | KICM-30015 |
| 1  | 2006年 6月21日 | 02   | 恋しくて             | 小林晴美     | 聖川湧   | 石倉重信   | KICM-30015 |
| 2  | 2007年 5月23日 | 01   | 幸せの行方           | 麻こよみ     | 聖川湧   | 石倉重信   | KICM-30085 |
| 2  | 2007年 5月23日 | 02   | 流愛川               | 小林晴美     | 聖川湧   | 石倉重信   | KICM-30085 |
| 3  | 2008年 5月21日 | 01   | 涙の河を越えて       | 石原信一     | 聖川湧   | 伊戸のりお | KICM-30145 |
| 3  | 2008年 5月21日 | 02   | 星空の下で           | 石原信一     | 聖川湧   | 斉藤功     | KICM-30145 |
| 4  | 2009年 6月10日 | 01   | 愛がみえない         | 荒木とよひさ | 花岡優平 | 若草恵     | KICM-30215 |
| 4  | 2009年 6月10日 | 02   | 猫のいる部屋         | 石原信一     | 大谷明裕 | 若草恵     | KICM-30215 |
| 5  | 2010年 3月10日 | 01   | 愛の終りに           | 花岡優平     | 花岡優平 | 若草恵     | KICM-30264 |
| 5  | 2010年 3月10日 | 02   | 花咲かす雨           | 石森ひろゆき | 花岡優平 | 萩田光雄   | KICM-30264 |
| 6  | 2011年 2月9日  | 01   | 男女川〜みなのがわ〜 | 友秋         | 小田純平 | 竜崎孝路   | KICM-30331 |
| 6  | 2011年 2月9日  | 02   | 別れのキャンドル     | 伊藤美和     | 小田純平 | 竜崎孝路   | KICM-30331 |
| 7  | 2011年 12月7日 | 01   | 恋…一夜              | 菊地勝       | 聖川湧   | 前田俊明   | KICM-30398 |
| 7  | 2011年 12月7日 | 02   | 終われない夏         | 高橋護       | 聖川湧   | 前田俊明   | KICM-30398 |
| 8  | 2012年 9月26日 | 01   | 金沢わすれ雨         | 田久保真見   | 田尾将実 | 伊戸のりお | KICM-30456 |
| 8  | 2012年 9月26日 | 02   | 卑怯者               | 田久保真見   | 大谷明裕 | 伊戸のりお | KICM-30456 |
| 9  | 2013年 7月24日 | 01   | 春ふたつ             | 坂口照幸     | 四方章人 | 南郷達也   | KICM-30520 |
| 9  | 2013年 7月24日 | 02   | しのぶ酒             | 坂口照幸     | 四方章人 | 南郷達也   | KICM-30520 |
| 10 | 2014年 4月23日 | 01   | 砂の橋               | 仁井谷俊也   | 徳久広司 | 前田俊明   | KICM-30588 |
| 10 | 2014年 4月23日 | 02   | 別れの雨音           | 仁井谷俊也   | 徳久広司 | 前田俊明   | KICM-30588 |
| 11 | 2015年 2月4日  | 01   | 十六夜化粧           | 田久保真見   | 四方章人 | 南郷達也   | KICM-30633 |
| 11 | 2015年 2月4日  | 02   | 琵琶湖哀歌           | 奥野椰子夫   | 菊地博   | 南郷達也   | KICM-30633 |
| 12 | 2016年 2月10日 | 01   | 大阪さみしがり       | 田久保真見   | 徳久広司 | 石倉重信   | KICM-30701 |
| 12 | 2016年 2月10日 | 02   | 想い出トランプ       | 田久保真見   | 徳久広司 | 石倉重信   | KICM-30701 |
| 13 | 2016年 9月7日  | 01   | たそがれ本線         | 石原信一     | 聖川湧   | 前田俊明   | KICM-30737 |
| 13 | 2016年 9月7日  | 02   | 寒すみれ             | 石原信一     | 聖川湧   | 前田俊明   | KICM-30737 |
| 14 | 2017年 6月21日 | 01   | 桜の小径             | 石原信一     | 田尾将実 | 矢野立美   | KICM-30801 |
| 14 | 2017年 6月21日 | 02   | 愛の旅人             | 石原信一     | 田尾将実 | 矢野立美   | KICM-30801 |

#### デュエット・シングル
| 発売日         | デュエット | 曲順 | タイトル                      | 作詞       | 作曲       | 編曲     | 規格品番   |
| -------------- | ---------- | ---- | ----------------------------- | ---------- | ---------- | -------- | ---------- |
| 2013年 12月4日 | 千葉一夫   | 01   | 絆酒 〜デュエットバージョン〜 | 仁井谷俊也 | 三浦丈明   | 池多孝春 | KICM-30560 |
| 2013年 12月4日 | 千葉一夫   | 02   | 10倍返しの恋だから            | 仁井谷俊也 | みちあゆむ | 田代修二 | KICM-30560 |

### アルバム
| 発売日        | タイトル      | 規格品番  |
| ------------- | ------------- | --------- |
| 2008年7月23日 | あきがたり    | KICX-722  |
| 2012年1月25日 | あきがたりII  | KICX-817  |
| 2017年7月26日 | あきがたりIII | KICX-1023 |

- 全曲集…2014年〜2019年発売。

### 映像作品
| 発売日        | タイトル                                | 規格 | 規格品番  |
| ------------- | --------------------------------------- | ---- | --------- |
| 2013年8月7日  | DVDカラオケ全曲集 ベスト8 山本あき      | DVD  | KIBK-6026 |
| 2016年8月10日 | DVDカラオケ全曲集 ベスト8 2016 山本あき | DVD  | KIBK-6074 |

## 番組出演

### 主な出演
- NHK金曜バラエティー
- NHK歌謡コンサート
- NHKBS日本のうた
- NHKラジオきらめき歌謡ライブ
- NHKラジオ日曜バラエティー

### レギュラー出演していた番組
- ミュージックバード『歌の交差点』（毎週木曜午後7時～、全国10局ネット）(2016年12月29日番組終了)
- ラジオ日本『杉紀彦のラジオ村』（毎週月曜～金曜午前5時30分～6時30分）ランダムレギュラーアシスタント、ラジオ村の朝顔として出演(2017年3月31日番組終了)
- BS12『平成歌謡塾2』（毎週金曜午前5時30分～6時00分、隔月司会担当）
- BS日テレ『歌謡塾』（水曜午前5時～5時30分）2019年4月5日・12日・19日・26日（BS12から放送枠移動・5月から『令和歌謡塾』に番組タイトル変更に合わせ司会者交代のため、出光仁美と共に降板）
- スバルプランニング『王様の宝石箱』（2009年10月から2013年3月まで）